# Nompar de Caumont
Nompar de Caumont (circa 1391 - circa 1428) was een Frans ridder en schrijver. Hij is vooral bekend voor zijn beschrijving van zijn bedevaart naar Jeruzalem.

## Levensloop
Nompar was heer van Caumont, Castelnau, Castelculier en Berbiguières. In 1417 ondernam hij een bedevaart naar Santiago de Compostella. Eind februari 1419 vertrok hij op bedevaart naar Jeruzalem. Hij nam op 4 mei een schip in Barcelona en kwam op 2 juli aan in Jaffa. Hij verbleef gedurende twee weken in het Heilige Land waarbij hij de gebruikelijke bedevaartsplaatsen in Jeruzalem en het ommeland bezocht. De christelijke bedevaarten waren strikt geregeld en maakten voorwerp uit van verdragen tussen de paus, de koning van Napels en de sultan van Caïro. De franciscanen stonden in voor de opvang van de bedevaarders. In Jeruzalem werd hij tot ridder van het Heilig Graf geslagen. Hij stichtte ook zijn eigen ridderorde, de orde van de blauwe halsdoek. Pas op 14 april 1420 was hij terug in Caumont. Hij bracht verschillende souvenirs mee, waaronder een ampule met water uit de Jordaan. Onder invloed van de franciscanen maakte Nompar de Caumont een persoonlijke bekering mee en wijdde zich aan een persoonlijke levensheiliging, verwant aan de moderne devotie uit de Nederlanden.

## Geschriften

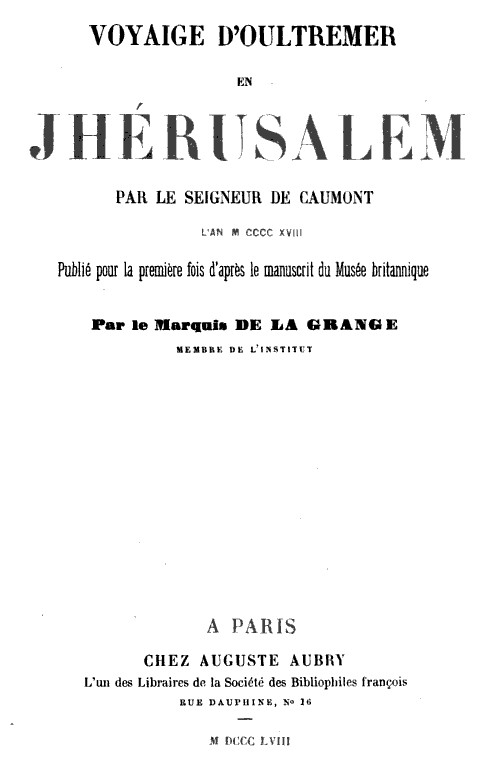
Eerste uitgave van Voyage d'oultremer en Jhérusalem (1858)

In 1416 schreef Nompar de Caumont Dits et Enseignements. Dit was een moralistisch geschrift in de vorm van vier kwatrijnen gericht aan zijn kinderen. Hij schreef ook over zijn bedevaart naar Compostella.
Tussen 1419 en 1420 schreef hij Voyage d'oultremer en Jhérusalem. In de proloog ging hij in op de beweegredenen voor zijn bedevaart. Hij kwam een belofte van zijn vader na, die zijn beloofde bedevaart naar Jeruzalem niet had kunnen ondernemen. Ook trad hij in de voetsporen van zijn voorvader die had deelgenomen aan de Eerste Kruistocht. Uit zijn verslag komt naar voren dat hij niet enkel op zoek was naar zijn zielenheil en naar avontuur, maar ook naar zelfontdekking. Hij ondernam de bedevaart alleen en niet in groep, zoals gebruikelijk was in die tijd. In de proloog schreef hij ook met afschuw over de zeden en de verschrikkingen en verwoestingen van zijn tijd. Hij leefde ten tijde van de Honderdjarige Oorlog in de sterk betwiste Agenais en was een vazal van de Engelse koning maar een onderdaan van de Franse koning. Na een innerlijke strijd koos Nompar de Caumont voor de zijde van de Engelse koning.